# Porton
Porton – wieś w Anglii, w hrabstwie Wiltshire. Leży 8 km na północny wschód od miasta Salisbury i 120 km na zachód od Londynu.